# Kongoutter
Kongoutter (Aonyx congicus) är en art i släktet klolösa uttrar som förekommer i centrala delar av Afrika.
Utbredningsområdet sträcker sig från södra Kamerun och södra Centralafrikanska republiken österut till västra Uganda samt söderut till norra Angola. Habitatet utgörs av sumpmarker och mindre floder i tropisk regnskog. Arten når i bergstrakter 2 300 meter över havet. Tänderna är spetsigare och skarpare än hos arten klolös utter (Aonyx capensis). Det antas att arten äter huvudsakligen mindre ryggradsdjur och ägg. Det är inte mycket känt om artens levnadssätt.
Honor föder antagligen en unge per kull.